# باریک‌پیچه‌ها
لپتوسپیراها باکتری‌های بلند و باریکی هستند که در حدود ۱/۰ میکرومتر عرض و ۶ تا ۲۰ میکرومتر طول داشته و یک یا دو انتهای آن‌ها قلاب مانند می‌باشد. آنها با رنگ‌های باکتریایی معمولی خوب رنگ نگرفته و با میکروسکپ زمینه تاریک بهتر دیده می‌شوند. لپتوسپیراها هوازی اجباری هستند که می‌توانند در محیط کشت مایعی که به آن سرم یا آلبومین افزوده شده‌است رشد کنند.
دو گونه لپتوسپیرا اینتروگانس و لپتوسپیرا بیفلکسا وجود دارد که اولی شامل باکتری‌های بیماریزای انسانی بوده و دومی گروهی از باکتری‌های ساپروفیت را در بر می‌گیرد.
لپتوسپیرا اینتروگانس می‌تواند با روش‌های سرولوژیک به گروه‌های سرمی و تیپ‌های سرمی زیادی تقسیم‌بندی فرعی شود. به بیشتر این‌ها نام‌های اختصاصی داده شده‌است و عده‌ای که بطور ویژه‌ای با بیماری‌های انسان ارتباط دارند شامل لپتوسپیرا ایکتروهمرراژیه، لپتوسپیرا کانیکولا و لپتوسپیرا هبدومادیس می‌باشد.
پاتوژنز
ـ لپتوسپیروز به فرمهای مختلف بالینی نظیر فرم حاد، تحت حاد، مزمن و نیز فرم فاقد علائم بالینی تظاهر می‌یابد و بیماریزایی آن به دلیل برخی از خصوصیات میکروارگانیزم به شرح زیر می‌باشد:
ـ تولید همولیزین توسط میکروارگانیزم سبب همولیز وسیع داخل عروقی گردیده و باعث هموگلوبینوری می‌شود.
ـ تخریب دیواره سلولی عروق و ایجاد پتشی گسترده
ـ تخریب عروق کلیوی و همولیز شدید داخل عروقی، آنوکسی آنمیک و نفروز هموگلوبینوریک
ـ تجمع باکتری در پارانشیم کلیه و ایجاد نفریت و دفع جرم از طریق ادرار
ـ مرگ حیوان به دلیل سپتی سمی، آنمی همولیتیک و اورمی
ـ سقط جنین (چند هفته پس از سپتی سمی) به دلیل ضایعات ایجاد شده در جنین
ـ انسفالیت به دلیل تجمع باکتری در سیستم اعصاب مرکزی